# Список запусків Р-7 (1960—1964)
Список запусків, включно зі спробами, ракет-носіїв сімейства Р-7 з 1960 по 1964 рік.
Стовпчик «Результат» показує результат саме запуску, аварії в польоті вказано у стовпчику «Примітки»
| Дата, час GMT            | Космодром          | Ракета-носій      | Серійний номер | Вантаж                           | Результат | Примітки                                                                                    |
| ------------------------ | ------------------ | ----------------- | -------------- | -------------------------------- | --------- | ------------------------------------------------------------------------------------------- |
| 1960-ий рік              |                    |                   |                |                                  |           |                                                                                             |
| 20 січня 1960, 16:35     | Байконур, СК № 1   | Р-7А (8К74)       | І1-2           | Макет верхнього ступеня          | Успіх     | Суборбітальне випробування макета верхнього ступеня                                         |
| 24 січня 1960, 16:15     | Байконур, СК № 1   | Р-7А (8К74)       | І1-3           | Макет боєголовки                 | Аварія    | Випробування МБР                                                                            |
| 31 січня 1960, 16:17     | Байконур, СК № 1   | Р-7А (8К74)       | І1-4           | Макет верхнього ступеня          | Успіх     | Суборбітальне випробування макета верхнього ступеня                                         |
| 17 березня 1960, 23:55   | Байконур, СК № 1   | Р-7А (8К74)       | Л1-5           | Макет боєголовки                 | Успіх     | Випробування МБР                                                                            |
| 24 березня 1960, 02:06   | Байконур, СК № 1   | Р-7А (8К74)       |                | Макет боєголовки                 | Успіх     | Випробування МБР                                                                            |
| 15 квітня 1960, 15:06    | Байконур, СК № 1   | Луна (8К72)       | Л1-9           | Луна Є-3 № 1                     | Аварія    | Неправильна робота третього ступеня                                                         |
| 16 квітня 1960, 16:07    | Байконур, СК № 1   | Луна (8К72)       | Л1-9А          | Луна Є-3 № 2                     | Аварія    | Достроково відокремився один бічний блок першого ступеня                                    |
| 15 травня 1960, 00:00    | Байконур, СК № 1   | Восток-Л (8К72Л)  | Л1-11          | Корабель-супутник-1 (Восток-1КП) | Успіх     | Безпілотний космічний корабель Восток. Перший запуск РН Восток-Л (8К72Л)                    |
| 4 липня 1960, 15:49      | Байконур, СК № 1   | Р-7А (8К74)       | Л1-9           | Макет боєголовки                 | Успіх     | Випробування МБР                                                                            |
| 5 липня 1960, 15:56      | Байконур, СК № 1   | Р-7А (8К74)       | І-6            | Макет боєголовки                 | Успіх     | Випробування МБР                                                                            |
| 7 липня 1960, 15:27      | Байконур, СК № 1   | Р-7А (8К74)       | І-7            | Макет боєголовки                 | Успіх     | Випробування МБР                                                                            |
| 28 липня 1960            | Байконур, СК № 1   | Восток-Л (8К72Л)  | Л1-10          | Восток-1К №1                     | Аварія    | Вибух після 28,5 секунд польоту                                                             |
| 19 серпня 1960, 08:44    | Байконур, СК № 1   | Восток-Л (8К72Л)  | Л1-12          | Супутник-5 (Восток-1К № 2)       | Успіх     | Безпілотний космічний корабель Восток                                                       |
| 10 жовтня 1960, 14:27    | Байконур, СК № 1   | Молнія (8К78)     | Л1-4М          | Марс-1М №1                       | Аварія    | Дострокове вимикання двигунів третього ступеня. Перший запуск РН Молнія (8К78)              |
| 14 жовтня 1960, 13:51    | Байконур, СК № 1   | Молнія (8К78)     | Л1-5М          | Марс-1М №2                       | Аварія    | Не увімкнувся двигун третього ступеня                                                       |
| 1 грудня 1960, 07:30     | Байконур, СК № 1   | Восток-Л (8К72Л)  | Л1-13          | Супутник-6 (Восток-1К № 3)       | Успіх     | Безпілотний космічний корабель Восток. Останній запуск РН Восток-Л (8К72Л)                  |
| 22 грудня 1960, 07:45    | Байконур, СК № 1   | Восток-К (8К72К)  | Л1-13А         | Восток-1К № 4                    | Аварія    | Збій в роботі двигуна третього ступеня. Перший запуск РН Восток-К (8К72К)                   |
| 1961-ий рік              |                    |                   |                |                                  |           |                                                                                             |
| 14 січня 1961, 01:19     | Байконур, СК № 31  | Р-7А (8К74)       | ІІ-1           | Макет боєголовки                 | Успіх     | Випробування МБР. Перший запуск з майданчика № 31                                           |
| 4 лютого 1961, 01:18     | Байконур, СК № 1   | Молнія (8К78)     | Л1-7В          | Супутник-7 (Венера-1ВА № 1)      | Збій      | Невдала спроба запуску апрата до Венери                                                     |
| 12 лютого 1961, 00:34    | Байконур, СК № 1   | Молнія (8К78)     | Л1-6В          | Венера-1                         | Успіх     | Перший успішний запуск до Венери                                                            |
| 13 лютого 1961, 04:39    | Байконур, СК № 31  | Р-7А (8К74)       | Л1-3Т          | Макет боєголовки                 | Успіх     | Випробування МБР                                                                            |
| 27 лютого 1961, 00:52    | Байконур, СК № 31  | Р-7А (8К74)       | Л2-1           | Макет боєголовки                 | Успіх     | Випробування МБР                                                                            |
| 9 березня 1961, 06:29    | Байконур, СК № 1   | Восток-К (8К72К)  | Є103-14        | Супутник-9                       | Успіх     | Безпілотний космічний корабель Восток                                                       |
| 25 березня 1961, 05:54   | Байконур, СК № 1   | Восток-К (8К72К)  | Є103-15        | Супутник-10                      | Успіх     | Безпілотний космічний корабель Восток                                                       |
| 12 квітня 1961, 06:07    | Байконур, СК № 1   | Восток-К (8К72К)  | Є103-16        | Восток-1                         | Успіх     | Перший у світі пілотований політ. Космонавт Гагарін Юрій Олексійович                        |
| 14 квітня 1961           | Байконур, СК № 31  | Р-7А (8К74)       | ІІ-3           | Макет боєголовки                 | Успіх     | Випробування МБР                                                                            |
| 15 червня 1961, 05:45    | Байконур, СК № 31  | Р-7А (8К74)       | Є15001-06      | Макет боєголовки                 | Успіх     | Випробування МБР                                                                            |
| 4 липня 1961, 04:00      | Байконур, СК № 31? | Р-7А (8К74)       | Л2-4           | Макет боєголовки                 | Успіх     | Випробування МБР                                                                            |
| 4 липня 1961, 20:20      | Байконур, СК № 31? | Р-7А (8К74)       | Л2-2           | Макет боєголовки                 | Успіх     | Випробування МБР                                                                            |
| 6 серпня 1961, 06:00     | Байконур, СК № 1   | Восток-К (8К72К)  | Є103-17        | Восток-2                         | Успіх     | Пілотований політ. Космонавт Титов Герман Степанович                                        |
| 21 вересня 1961,         | Байконур, СК № 1?  | Р-7А (8К74)       | Є15003-03      | Макет боєголовки                 | Успіх     | Випробування МБР                                                                            |
| 29 листопада 1961, 08:00 | Байконур, СК № 31  | Р-7А (8К74)       |                | Макет боєголовки                 | Успіх     | Випробування МБР                                                                            |
| 11 грудня 1961, 09:39    | Байконур, СК № 1   | Восток-К (8К72К)  |                | Зеніт-2 №1                       | Аварія    | Дострокове вимикання двигуна третього ступеня. Спроба запуску супутника фоторозвідки.       |
| 1962-ий рік              |                    |                   |                |                                  |           |                                                                                             |
| 26 квітня 1962, 10:02    | Байконур, СК № 1   | Восток-К (8К72К)  |                | Космос-4 (Зеніт-2 № 2)           | Успіх     | Перший супутник фоторозвідки                                                                |
| 1 червня 1962, 09:38     | Байконур, СК № 1   | Восток-2 (8А92)   | Є15000-01      | Зеніт-2 №3                       | Аварія    | Пошкоджено пускову установку. Перший запуск РН Восток-2 (8А92)                              |
| 2 липня 1962,            | Байконур, СК № 1   | Р-7А (8К74)       |                | Макет боєголовки                 | Успіх     | Випробування МБР                                                                            |
| 28 липня 1962, 09:18     | Байконур, СК № 1   | Восток-2 (8А92)   | Т15000-07      | Космос-7 (Зеніт-2 № 4)           | Успіх     | Супутник фоторозвідки                                                                       |
| 11 серпня 1962, 08:30    | Байконур, СК № 1   | Восток-К (8К72К)  | Є103-23        | Восток-3                         | Успіх     | Пілотований політ. Космонавт Ніколаєв Андріян Григорович                                    |
| 12 серпня 1962, 08:02    | Байконур, СК № 1   | Восток-К (8К72К)  | Є103-22        | Восток-4                         | Успіх     | Пілотований політ. Космонавт Попович Павло Романович                                        |
| 25 серпня 1962, 02:18    | Байконур, СК № 1   | Молнія (8К78)     | Т103-12        | Венера 2МВ-1 №1                  | Збій      | Не увімкнувся розгінний блок                                                                |
| 1 вересня 1962, 02:12    | Байконур, СК № 1   | Молнія (8К78)     | Т103-13        | Венера 2МВ-1 №2                  | Збій      | Не увімкнувся розгінний блок                                                                |
| 12 вересня 1962, 00:59   | Байконур, СК № 1   | Молнія (8К78)     | Т103-14        | Венера 2МВ-2 №1                  | Аварія    | Вибух третього ступеня                                                                      |
| 27 вересня 1962, 09:39   | Байконур, СК № 1   | Восток-2 (8А92)   | Т15000-06      | Космос-9 (Зеніт-2 № 7)           | Успіх     | Супутник фоторозвідки                                                                       |
| 17 жовтня 1962, 09:00    | Байконур, СК № 1   | Восток-2 (8А92)   | Т15000-03      | Космос-10 (Зеніт-2 № 5)          | Успіх     | Супутник фоторозвідки                                                                       |
| 24 жовтня 1962, 17:55    | Байконур, СК № 1   | Молнія (8К78)     | Т103-15        | Марс 2МВ-4 №3                    | Аварія    | Вибух розгінного блоку                                                                      |
| 1 листопада 1962, 16:14  | Байконур, СК № 1   | Молнія (8К78)     | Т103-16        | Марс-1                           | Успіх     | Втрата зв'язку з апаратом. Проліт повз Марс                                                 |
| 4 листопада 1962, 15:35  | Байконур, СК № 1   | Молнія (8К78)     | Т103-17        | Марс 2МВ-3 №1                    | Аварія    | Пошкодження розгінного блока при відокремленні                                              |
| 22 грудня 1962, 09:23    | Байконур, СК № 1   | Восток-2 (8А92)   | Т15000-10      | Космос-12 (Зеніт-2 № 6)          | Успіх     | Супутник фоторозвідки                                                                       |
| 1963-ий рік              |                    |                   |                |                                  |           |                                                                                             |
| 4 січня 1963, 08:49      | Байконур, СК № 1   | Молнія-Л (8К78Л)  | Т103-09        | Луна-Є6 №1                       | Збій      | Перший запуск РН Молнія-Л (8К78Л). Не увімкнувся розгінний блок                             |
| 3 лютого 1963, 09:29     | Байконур, СК № 1   | Молнія-Л (8К78Л)  | Г103-10        | Луна-Є6 №2                       | Збій      | Неправильна робота гіроскопа розгінного блока                                               |
| 21 березня 1963, 08:30?  | Байконур, СК № 1   | Восток-2 (8А92)   | Т15000-01      | Космос-13 (Зеніт-2 № 9)          | Успіх     | Супутник фоторозвідки                                                                       |
| 2 квітня 1963, 08:16     | Байконур, СК № 1   | Молнія-Л (8К78Л)  | Г103-11        | Луна-4                           | Успіх     | Проліт повз Місяць замість посадки                                                          |
| 22 квітня 1963,          | Байконур, СК № 31  | Р-7А (8К74)       |                | Макет боєголовки                 | Успіх     | Тренування бойового запуску МБР                                                             |
| 22 квітня 1963, 0830     | Байконур, СК № 1   | Восток-2 (8А92)   | Т15000-08      | Космос-15 (Зеніт-2 № 8)          | Успіх     | Супутник фоторозвідки                                                                       |
| 28 квітня 1963, 0850     | Байконур, СК № 1   | Восток-2 (8А92)   | Є15000-02      | Космос-16 (Зеніт-2 № 10)         | Успіх     | Супутник фоторозвідки                                                                       |
| 18 травня 1963,          | Байконур, СК № 31  | Р-7А (8К74)       |                | Макет боєголовки                 | Успіх     | Тренування бойового запуску МБР                                                             |
| 24 травня 1963, 10:33    | Байконур, СК № 1   | Восток-2 (8А92)   | Є15000-12      | Космос-18 (Зеніт-2 № 11)         | Успіх     | Супутник фоторозвідки                                                                       |
| 14 червня 1963, 11:58    | Байконур, СК № 1   | Восток-К (8К72К)  | Є103-24        | Восток-5                         | Успіх     | Пілотований політ. Космонавт Биковський Валерій Федорович                                   |
| 16 червня 1963, 09:29    | Байконур, СК № 1   | Восток-К (8К72К)  | Є103-25        | Восток-6                         | Успіх     | Пілотований політ. Перша жінка-космонавт Терешкова Валентина Володимирівна.                 |
| 10 липня 1963,           | Байконур, СК № 1   | Восток-2 (8А92)   | Є15000-04      | Зеніт-2 №12                      | Аварія    | Вимкнувся двигун бічного блока після 2 с польоту. Пошкоджено стартову установку             |
| 14 жовтня 1963,          | Байконур, СК № 31  | Р-7А (8К74)       |                | Макет боєголовки                 | Успіх     | Тренування бойового запуску МБР                                                             |
| 18 жовтня 1963, 09:29    | Байконур, СК № 1   | Восток-2 (8А92)   | Г15001-01      | Космос-20 (Зеніт-2 № 13)         | Успіх     | Супутник фоторозвідки                                                                       |
| 1 листопада 1963, 08:56  | Байконур, СК № 31  | Польот (11А59)    | Є15003-02А     | Польот-1                         | Успіх     | Винищувач супутників. Перший запуск РН Польот (11А59)                                       |
| 11 листопада 1963, 06:23 | Байконур, СК № 1   | Молнія (8К78)     | Г103-18        | Космос-21 (Венера 3МВ-1А № 1)    | Збій      | Відхилення в роботі розгінного блока                                                        |
| 16 листопада 1963, 10:34 | Байконур, СК № 1   | Восход (11А57)    | Г15000-06      | Космос-22 (Зеніт-4 № 1)          | Успіх     | Супутник фоторозвідки. Перший запуск РН Восход (11А57)                                      |
| 28 листопада 1963,       | Байконур, СК № 1   | Восток-2 (8А92)   | Г15001-02      | Зеніт-2 №14                      | Аварія    | Збій в роботі третього ступеня. Спрацювала система аварійного підриву об'єкта               |
| 19 грудня 1963, 09:28    | Байконур, СК № 1   | Восток-2 (8А92)   | Г15001-03      | Космос-24 (Зеніт-2 № 15)         | Успіх     | Супутник фоторозвідки                                                                       |
| 1964-ий рік              |                    |                   |                |                                  |           |                                                                                             |
| 30 січня 1964, 09:45     | Байконур, СК № 1   | Восток-К (8К72К)  |                | Електрон-1 Електрон-2            | Успіх     | Супутники для дослідження радіаційних поясів Землі. Перший запуск РН Восток-К (8К72К)       |
| 19 лютого 1964, 05:47    | Байконур, СК № 1   | Молнія-М (8К78М)  | Т15000-19      | Венера 3МВ-1А №2                 | Аварія    | Відхилення в роботі другого ступеня. Перший запуск РН Молнія-М (8К78М)                      |
| 21 березня 1964, 08:15   | Байконур, СК № 1   | Молнія (8К78)     | Т15000-20      | Луна-Є6 №4                       | Збій      | Не вийшла на орбіту Землі                                                                   |
| 27 березня 1964, 03:24   | Байконур, СК № 1   | Молнія (8К78)     | Т15000-22      | Космос-27 (Венера 3МВ-1 № 3)     | Збій      | Несправність в роботі розгінного блока                                                      |
| 2 квітня 1964, 02:42     | Байконур, СК № 1   | Молнія (8К78)     | Т15000-23      | Зонд-1                           | Успіх     | Невдала спроба досягти Венери                                                               |
| 4 квітня 1964, 09:36     | Байконур, СК № 31  | Восток-2 (8А92)   | Г15001-04      | Космос-28 (Зеніт-2 № 16)         | Успіх     | Супутник фоторозвідки                                                                       |
| 12 квітня 1964, 0930     | Байконур, СК № 31  | Польот (11А59)    | Т15001-01А     | Польот-2                         | Успіх     | Винищувач супутників. Останній запуск РН Польот (11А59)                                     |
| 20 квітня 1964, 08:08    | Байконур, СК № 1   | Молнія (8К78)     | Т15000-21      | Луна-Є6 №5                       | Збій      | Достроково вимкнувся розгінний блок                                                         |
| 25 квітня 1964, 10:19    | Байконур, СК № 31  | Восток-2 (8А92)   | Р15001-01      | Космос-29 (Зеніт-2 № 19)         | Успіх     | Супутник фоторозвідки                                                                       |
| 18 травня 1964, 09:50    | Байконур, СК № 1   | Восход (11А57)    | Г15000-12      | Космос-30 (Зеніт-4)              | Успіх     | Супутник фоторозвідки                                                                       |
| 3 червня 1964,           | Байконур, СК № 31  | Р-7А (8К74)       |                | Макет боєголовки                 | Успіх     | Випробування МБР                                                                            |
| 4 червня 1964, 05:00     | Байконур, СК № 1   | Молнія (8К78)     | Р103-34        | Молнія-1 №2                      | Аварія    | Спроба запуску першого радянського супутника зв'язку. Несправність в роботі другого ступеня |
| 10 червня 1964, 10:48    | Байконур, СК № 31  | Восток-2 (8А92)   | Р15001-02      | Космос-32 (Зеніт-2 № 18)         | Успіх     | Супутник фоторозвідки                                                                       |
| 23 червня 1964, 10:19    | Байконур, СК № 31  | Восток-2 (8А92)   | Г15001-05      | Космос-33 (Зеніт-2 № 20)         | Успіх     | Супутник фоторозвідки                                                                       |
| 1 липня 1964, 11:16      | Байконур, СК № 1   | Восход (11А57)    | Т15000-04      | Космос-34 (Зеніт-4)              | Успіх     | Супутник фоторозвідки                                                                       |
| 10 липня 1964, 21:51     | Байконур, СК №     | Восток-К (8К72К)  |                | Електрон-3 Електрон-4            | Успіх     | Супутники для дослідження радіаційних поясів Землі. Останній запуск РН Восток-К (8К72К)     |
| 15 липня 1964, 11:31     | Байконур, СК № 31  | Восток-2 (8А92)   | Р15001-03      | Космос-35 (Зеніт-2 № 21)         | Успіх     | Супутник фоторозвідки                                                                       |
| 27 липня 1964,           | Байконур, СК № 31  | Р-7А (8К74)       |                | Макет боєголовки                 | Успіх     | Випробування МБР                                                                            |
| 14 серпня 1964, 09:36    | Байконур, СК № 31  | Восток-2 (8А92)   | Р15001-04      | Космос-37 (Зеніт-2 № 22)         | Успіх     | Супутник фоторозвідки                                                                       |
| 22 серпня 1964, 07:12    | Байконур, СК № 1   | Молнія (8К78)     | Р103-36        | Космос-41 (Молнія-1 № 1)         | Успіх     | Перший радянський супутник зв'язку. Не розкрились антени                                    |
| 28 серпня 1964, 1619     | Байконур, СК № 31  | Восток-2М (8А92М) | Т15000-05      | Космос-44 (Метеор № 1)           | Успіх     | Перший радянський технологічний метеосупутник. Перший запуск РН Восток-2М (8А92М)           |
| 13 вересня 1964, 0950    | Байконур, СК № 1   | Восход (11А57)    | Р15001-01      | Космос-45 (Зеніт-4)              | Успіх     | Супутник фоторозвідки                                                                       |
| 24 вересня 1964, 1200    | Байконур, СК № 31  | Восток-2 (8А92)   | Р15001-05      | Космос-46 (Зеніт-2 № 23)         | Успіх     | Супутник фоторозвідки                                                                       |
| 6 жовтня 1964, 07:12     | Байконур, СК № 1   | Восход (11А57)    | Р15000-02      | Космос-47 (Восход)               | Успіх     | Безпілотний космічний корабель Восход                                                       |
| 12 жовтня 1964, 07:30    | Байконур, СК № 1   | Восход (11А57)    | Р15000-04      | Восход-1                         | Успіх     | Пілотований політ. Перший політ екіпажа (троє космонавтів)                                  |
| 14 жовтня 1964, 09:50    | Байконур, СК № 31  | Восток-2 (8А92)   | Р15002-01      | Космос-48 (Зеніт-2 № 24)         | Успіх     | Супутник фоторозвідки                                                                       |
| 28 жовтня 1964, 10:48    | Байконур, СК № 31  | Восток-2 (8А92)   | Р15002-02      | Космос-50 (Зеніт-2 № 25)         | Успіх     | Супутник фоторозвідки                                                                       |
| 30 листопада 1964, 13:12 | Байконур, СК № 1   | Молнія (8К78)     |                | Зонд-2 (Марс 3МВ-4А № 2)         | Успіх     | Відмова системи зв'язку                                                                     |